# Kudłaty zaprzęg
Kudłaty zaprzęg (ang. Snow Buddies, 2008) – amerykański film familijny.
Film w Polsce miał premierę 11 grudnia 2010 na Disney XD, zaś 1 stycznia 2011 premiera odbyła się na Disney Channel.

## Fabuła
Szczenięta rasy golden retriever: Kolo, Tarzan, Budda, Bamberiks i Pusia, bawią się razem na polanie. Zwabione zapachem wskakują do samochodu, którym przewożone są lody. Drzwi zatrzaskują się, a wóz rusza. Psiaki trafiają na Alaskę. Tam poznają husky o imieniu Szasta. Razem z nim tworzą psi zaprzęg.

## Polski dubbing
Wersja polska: SDI Media Polska

Reżyseria: Artur Kaczmarski

Dialogi: Joanna Serafińska

Wystąpili:
- Beniamin Lewandowski – Tarzan
- Kajetan Lewandowski – Adam
- Agnieszka Kunikowska – Mama Adama
- Mateusz Narloch – Shasta
- Marcel Dworczyk – Buddha
- Paweł Szczesny – jeden z psów
- Jacek Rozenek – Ojciec Adama
- Justyna Bojczuk – Pusia
- Wit Apostolakis-Gluziński – Bamberiks
- Jan Rotowski – Kolo
- Wojciech Paszkowski
- Zbigniew Konopka
- Robert Tondera
- Jarosław Boberek
- Joanna Węgrzynowska
- Andrzej Gawroński
- Wojciech Rotowski
- Artur Kaczmarski
- Anna Sroka
- Leszek Zduń
- Marek Frąckowiak
- Krzysztof Bednarek
- Krzysztof Szczerbiński
- Cezary Kwieciński
- Filip Kijowski
- Izabella Bukowska
- Marek Robaczewski

i inni
Lektor: Artur Kaczmarski